# Véro Tshanda Beya Mputu
Véronique Tshanda Beya Mputu es una actriz congoleña. Fue la ganadora en la categoría de mejor actriz principal en los premios de la Academia del Cine Africano por su trabajo en la película de 2017 Félicité.

## Primeros años
Mputu nació en la República Democrática del Congo y pasó sus años de crianza en Kinsasa.

## Carrera
En 2017, protagonizó la película Félicité, que se exhibió en la 67.º edición del Festival Internacional de Cine de Berlín. Realizó cuatro audiciones para convencer al director, Alain Gomis, quien no estaba seguro de darle el papel. Al describir su participación, explicó que estaba entusiasmada de interpretar un personaje que muestra a las mujeres como autosuficientes y sin depender de los hombres para hacer las cosas. Ganó en la categoría de mejor actriz principal en los premios de la Academia del Cine Africano entregados en Lagos, Nigeria. La película también se presentó para el Óscar a la mejor película internacional de la 90.º ceremonia de dichos premios, lo que la convirtió en la primera película senegalesa en ser postulada para esta ceremonia. The Times notó que la actuación de Mputu era uno de los puntos destacados del filme, describiéndola como «heroica y merecedora de premios».